# Irwiniella chapini
Irwiniella chapini är en tvåvingeart som först beskrevs av Charles Howard Curran 1928.  Irwiniella chapini ingår i släktet Irwiniella och familjen stilettflugor.
Artens utbredningsområde är Kongo. Inga underarter finns listade i Catalogue of Life.